# Tomás Hirsch
Tomás René Hirsch Goldschmidt (Santiago del Cile, 19 luglio 1956) è un imprenditore, politico e fotografo cileno.

## Biografia
Figlio di immigrati ebreo-tedeschi fuggiti dalla Germania Nazista durante la seconda guerra mondiale, Hirsh incominciò la sua carriera politica nel Movimento Umanista Internazionale lavorando contemporaneamente come imprenditore nel settore della fotografia.
Hirsh è stato uno dei più fieri oppositori del regime di Augusto Pinochet ed è stato promotore della fondazione del Partito Umanista Cileno, un partito di sinistra umanista che, al termine della dittatura. ha aderito alla coalizione di centro-sinistra Concertación de Partidos por la Democracia.
Nominato dal presidente Patricio Aylwin come ambasciatore del Cile in Nuova Zelanda nel 1990, nel 1992 ritorna nel suo Paese dopo la morte di Laura Rodríguez ossia la prima umanista al mondo ad essere eletta ad un parlamento nazionale.
Divenne il leader del suo partito e, a seguito delle sue critiche al governo in carica, Hirsh decise di far uscire il suo partito dalla coalizione di governo. Presentatosi candidato a parlamentare nel 1997 nello stesso distretto in cui venne eletta Laura Rodríguez venne sconfitto.
Presentatosi alle elezioni presidenziali del 1999 ha ottenuto solo lo 0,51% dei voti. Al ballottaggio ha sostenuto Ricardo Lagos del Partito Socialista Cileno. Stessa sorte è capitata nelle presidenziali del 2005 in cui si è presentato alla testa di una coalizione di sinistra Juntos Podemos Más formata da umanisti, progressisti e comunisti, ottenendo questa volta il 5,5% dei voti.
È stato candidato a deputato per il Frente Amplio per le elezioni legislative del novembre 2017, risultando eletto.
Nel 2020 è stato tra i protagonisti della nascita della nuova formazione di ispirazione umanista Acción Humanista di cui è leader. Tale formazione politica si è presentata con il fronte elettorale Apruebo Dignidad che ha presentato il candidato presidenziale Gabriel Boric, risultato eletto. In questa elezione anche Hirsch ha confermato il suo seggio elettorale risultando l'unico eletto di Accion Humanista nel parlamento attuale.
Ha pubblicato in varie lingue tra cui l'italiano per i tipi di Nuovi Mondi Media La fine della preistoria, un saggio sulla situazione attuale, con prefazione di Evo Morales, presidente della Bolivia.